# Johann Ernst von Hanxleden

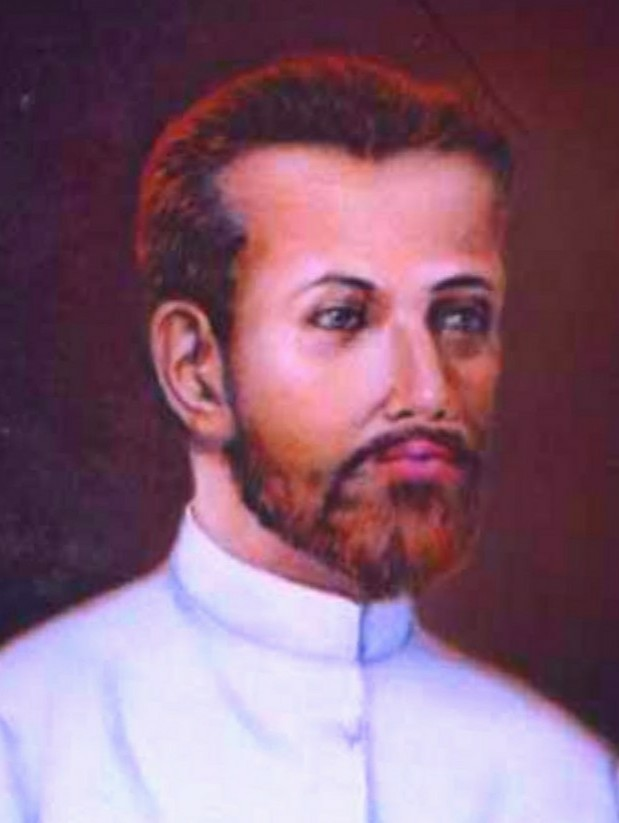
Pater Johann Ernst von Hanxleden

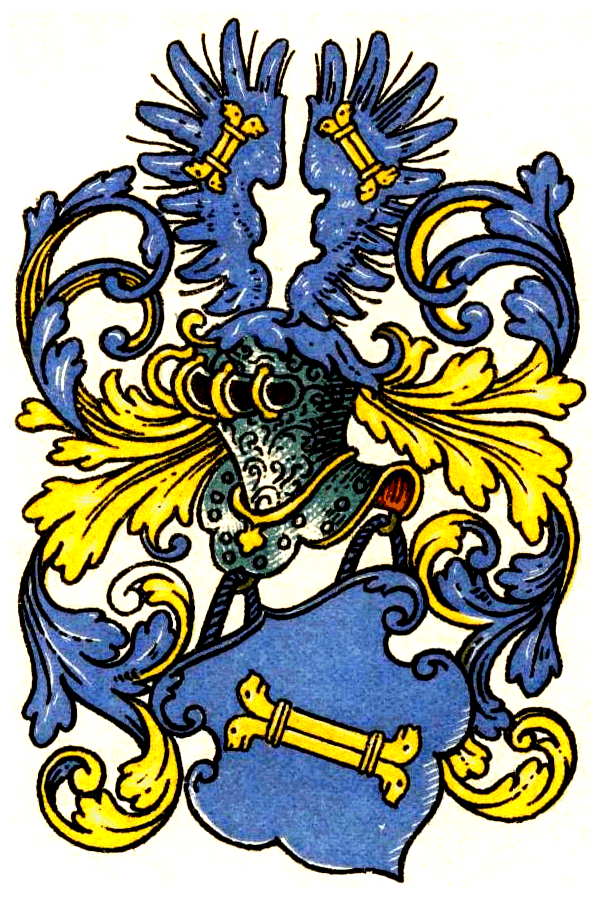
Wappen derer von Hanxleden

Johann Ernst von Hanxleden, auch bekannt als Arnos Patiri, (* 1681 in Ostercappeln bei Osnabrück; † 21. März 1732 in Pazhuvil, Kerala, Indien) war Jesuit, Missionar und Orientalist.

## Leben
Johann Ernst von Hanxleden stammte aus dem alten westfälischen Adelsgeschlecht der von Hanxleden. Er studierte Philosophie in Augsburg, bewarb sich mit 18 Jahren für die ostindische Jesuiten-Mission und brach am 3. Oktober 1699 mit den Patres Wilhelm Weber und Wilhelm Mayer sowie dem Arzt Franz Kaspar Schillinger von Augsburg aus in den Orient auf. Über Italien gelangte die Gruppe zunächst nach Zypern. Dort trat von Hanxleden am 30. November 1699 in den Jesuitenorden ein. Über die Türkei, Kleinasien, Syrien, Armenien und Persien ging es weiter nach Bandar Abbas am Persischen Golf. Dort setzte die Gruppe ihre Reise per Schiff nach Surat (Indien) fort. Während der Überfahrt erkrankten die beiden Jesuiten Weber und Mayer, starben und wurden auf See bestattet. Nach 15-monatiger Reise erreichte von Hanxleden im Dezember 1700, zusammen mit Franz Kaspar Schillinger, die Stadt Goa. Er zog schon bald weiter, in den Süden Indiens, lebte im Jesuitenkolleg Ambalakad, studierte Theologie am nahen St. Pauls’s Seminary in Sampaloor (Kerala) und empfing dort 1705 die Priesterweihe. Die Jesuitenniederlassung Ambalakad und das St. Paul’s Seminary Sambaloor liegen in unmittelbarer Nähe und befinden sich im heutigen Ortsbereich von Mala, Distrikt Trichur, Kerala.
Über 30 Jahre lang wirkte Pater von Hanxleden als Missionar in Malabar. Zunächst blieb er in Ambalakad und unterrichtete ab 1705 Theologie am Seminar von Sambaloor. Dabei entwickelte er sich zu einem Spezialisten örtlicher Sprachen. Er beherrschte Ostsyrisch, die Liturgiesprache der Thomaschristen, Sanskrit und Malayalam die örtliche Umgangssprache. Pater Hanxleden verfasste mehrere Grammatiken (Malayalam und Sanskrit), Wörterbücher (Malayalam – Portugiesisch, Sanskrit – Portugiesisch), zahlreiche religiöse Dichtungen und Lieder. Seine Malayalam-Grammatik gilt als die erste dieser indischen Sprache überhaupt. Die sprachwissenschaftlichen Werke blieben weitgehend unveröffentlicht. Der Karmelit Paulinus a S. Bartholomaeo, Archivar der Propaganda Fide in Rom, verwertete später verschiedene davon zur Abfassung zweier Sanskritgrammatiken. Bei seinen linguistischen Arbeiten unterstützten Pater Hanxleden seine Konfratres und Landsleute Bernhard Bischopinck (1690–1746) und Jakob Hausegger (1700–1765), sowie Antonius Pimentel (1676–1751), der nachmalige Erzbischof von Angamaly.
Zeitlose Berühmtheit erwarb sich Johann Ernst von Hanxleden alias „Arnos Pathiri“, in Kerala durch die Malayalam-Hymnendichtung Puthanpana (Neues Hymnenbuch – Religiöse Lieder zum Preise des Erlösers). Bis in die Gegenwart werden seine Liedtexte immer wieder neu vertont und auf Tonträgern eingespielt; sie gehören dort zum populären religiösen Liedgut.
Nach seiner Zeit in Mala wurde der Jesuit Sekretär des Erzbischofs Joannes Ribeiro S.J. von Angamaly (damals mit Sitz in Cranganore), dann Pfarrer in Calicut und schließlich 16 Jahre lang in Velur, einem Dorf bei Trichur. Hier ließ er die St. Francis Xavier Kirche erbauen, welche 1712 geweiht wurde, noch original erhalten ist und deshalb als Nationales Monument unter Schutz steht.
Seit 1729 lehrte Pater Hanxleden wieder am St. Paul’s Seminary in Sambaloor (Mala). Später übersiedelte der Jesuit nach Pazhuvil. Johann Ernst von Hanxleden starb hier an einem Schlangenbiss nahe der St. Antonius Church und wurde bei dieser Kirche begraben. Später erbaute man ihm dort ein Denkmal, unter dem man seine sterblichen Überreste beisetzte und es existiert heute auch ein Museum, das die Erinnerung an ihn pflegt.
Der Geistliche gilt auch als Liebhaber des Chaturanga-Spiels, der altindischen Variante unseres Schach. Dies habe er von örtlichen Angehörigen der Nambudiri-Kaste erlernt und in seinem ehemaligen Pfarrhaus, in Velur, seien heute noch von ihm auf den Boden gezeichnete Spielfiguren erkennbar.

## Werke
- Pancha Parvam (Fünf Gedichte), Verapoly (Indien) 1873 (Ernakulam 19062)
- Puthanpana (Neues Hymnenbuch. Religiöse Lieder zum Preise des Erlösers), Alleppey (Indien) 1955
- Dictionarium Malabaricum–Lusitanum (Rom, Vatikanische Bibliothek) (mit anderen Autoren)
- Malayalam-Wörterbuch. (Coimbra, Universitäts-Bibliothek)
- Leben Christi (Bonn, Katholische Missionen)